# Lijst van rivieren in Nebraska
Dit is een lijst van rivieren in Nebraska.

## Alfabetisch
- Arikaree River
- Big Blue River
- Big Nemaha River
- Calamus River
- Cedar River
- Dismal River
- Elkhorn River
- Frenchman Creek
- Keya Paha River
- Little Blue River
- Little Nemaha River
- Lodgepole Creek
- Logan Creek
- Long Pine Creek
- Loup River
- Middle Loup River
- Missouri River
- Niobrara River
- Nishnabotna River
- North Fork Elkhorn River
- North Loup River
- North Platte
- Platte River
- Republican River
- Salt Creek
- Snake River
- South Fork Elkhorn River
- South Loup River
- South Platte
- West Fork Big Blue River
- White River
- Wood River

## Op zijrivier

### Missouri River
- White River
- Niobrara River
  - Snake River
  - Long Pine Creek
  - Keya Paha River
- Platte River
  - North Platte River
  - South Platte River
    - Lodgepole Creek

  - Wood River
  - Loup River
    - North Loup River
      - Calamus River

    - Middle Loup River
      - Dismal River
      - South Loup River

    - Cedar River

  - Elkhorn River
    - South Fork Elkhorn River
    - North Fork Elkhorn River
    - Logan Creek

  - Salt Creek
- Nishnabotna River
- Little Nemaha River
- Big Nemaha River

### Kansas Riverstroomgebied
- Republican River
  - Arikaree River
  - Frenchman Creek
- Big Blue River
  - West Fork Big Blue River
  - Little Blue River

Alabama · Alaska · Arizona · Arkansas ·  Californië · Colorado · Connecticut · Delaware · Florida · Georgia · Hawaï · Idaho ·  Illinois · Indiana · Iowa · Kansas · Kentucky · Louisiana · Maine · Maryland · Massachusetts · Michigan · Minnesota · Mississippi · Missouri · Montana · Nebraska · Nevada · New Hampshire · New Jersey · New Mexico · New York ·  North Carolina · North Dakota · Ohio · Oklahoma · Oregon · Pennsylvania · Rhode Island · South Carolina · South Dakota · Tennessee · Texas · Utah · Vermont · Virginia · Washington (staat) · Washington D.C. · West Virginia · Wisconsin · Wyoming